# Le Flic de Beverly Hills : Axel F.
Pour les articles homonymes, voir Le Flic de Beverly Hills (série de films).
Série Le Flic de Beverly Hills
Le Flic de Beverly Hills 3
(1994)
Pour plus de détails, voir Fiche technique et Distribution.
Le Flic de Beverly Hills : Axel F. (Beverly Hills Cop: Axel F) est un film américain réalisé par Mark Molloy (en) et sorti en 2024. Il est diffusé en exclusivité sur Netflix,. Il s'agit du quatrième volet de la franchise Le Flic de Beverly Hills.

## Synopsis
Près de 30 ans après les incidents au parc d'attractions Wonder World, Axel Foley fait toujours partie du Detroit Police Department. Alors que certains collègues de son âge sont désormais derrière un bureau, Axel préfère le terrain. Il a ainsi flairé un braquage potentiel à la Little Caesars Arena, en plein match des Red Wings de Détroit. Il embarque avec lui son jeune collègue Mike Woody. Une fusillade puis une course-poursuite en pleine rue causent de nombreux dégâts. Vieil ami de Foley aujourd'hui devenu son supérieur, Jeffrey Friedman lui annonce qu'il en a assez de le couvrir et qu'il prend sa retraite.
Plus tard dans la nuit, Axel reçoit un appel de son vieil ami Billy Rosewood. L'ancien policier de Beverly Hills, devenu détective privé, l'avertit que sa fille Jane est en danger. En effet, la fille unique d'Axel est l'avocate d'un homme nommé Enriquez, qui est le principal suspect du meurtre d'un policier infiltré, Copeland. Peu de temps après, Billy est kidnappé par un cartel de la drogue.
Axel Foley se rend au plus vite en Californie. Il découvre bientôt que Billy a disparu et se rend à son bureau. Il y rencontre de mystérieux hommes cherchant manifestement quelque chose dans les locaux de Billy. Foley parvient à les distraire tout en récupérant secrètement une page de l'agenda de Rosewood. Poursuivi par les hommes, Axel se fait arrêter par la police puis amener au quartier général de la police de Beverly Hills. Il y retrouve son vieil ami, John Taggart, devenu commissaire. Axel est interrogé par le jeune lieutenant Bobby Abbott. Il contacte sa fille Jane. Celle-ci porte désormais le nom de Saunders et ne souhaite plus voir son père. D'abord réticente, elle finit par venir le chercher et le fait libérer. Axel comprend par ailleurs qu'elle a été en couple avec Bobby. Axel et Jane croisent aussi la route du capitaine Cade Grant, qui, selon Foley, serait un policier corrompu.
Axel Foley parvient ensuite à retrouver les hommes du bureau de Rosewood. Il les suit dans un club privé et apprend qu'ils travaillent pour le capitaine Grant. Foley se dirige vers l'adresse trouvée dans le bureau de Rosewood et y trouve les hommes de Grant qui partent avec un camion de déménagement. Il convainc alors Jane de le laisser parler avec Enriquez.
En route avec Jane, Axel remarque qu'ils sont suivis par Bobby. À un feu rouge, ils sont pris en embuscade par une escouade de tueurs du cartel. Abbot parvient à les neutraliser. Au poste de police, Axel interroge Taggart sur sa possible implication dans le meurtre. Taggart s'énerve, expulse Foley et suspend Abbott.
En travaillant avec Abbott et Jane, Axel comprend que les hommes de Grant cherchent une carte SD contenant une vidéo du meurtre de Copeland. Ils découvrent également que la maison recherchée par Foley a été achetée par l'intermédiaire du cartel pour blanchir de l'argent. Foley fait appel à son vieil ami Serge pour l'emmener dans une maison vacante voisine. Simulant une visite de cette demeure, Foley se faufile dans la maison du suspect et trouve des preuves liées à la mort de Copeland.
Foley et Abbott ont alors l'idée de se rendre dans un club pour parler avec l'oncle d'Enriquez, Chalino Valdemoro, afin d'obtenir de l'aide pour éliminer Grant. Chalino dit à Foley que Grant aide et protège les intérêts du cartel. Il révèle par ailleurs qu'une cargaison de drogue va quitter le port la nuit prochaine. En quittant le club de Chalino, Abbott et Foley sont arrêtés par le capitaine Grant, grâce à un coup monté, puis incarcérés. Au poste, Grant confirme à Foley qu'il travaille pour le cartel car il a besoin d'argent. Foley parvient à s'échapper et va libérer Abbott. Ils s'enfuient en volant un hélicoptère de police, que pilote Abbott. Grant tire sur le rotor de l'appareil qui s'écrase devant le commissariat de Beverly Hills, sous les yeux de Taggart. Ce dernier comprend alors que Grant est un ripoux puis en parle à Jane, qui est ensuite kidnappée.
Foley et Abbott se rendent ensuite au port et découvrent que de la drogue a été chargée. Ils se faufilent et y libèrent Billy Rosewood. Le trio vole ensuite un camion de déménagement et s'échappe. Par téléphone, Foley apprend que Grant a fait kidnapper Jane. Foley écrase le camion de déménagement dans la maison du cartel. Une intense fusillade avec le cartel a lieu. Taggart les rejoint et tente de les aider. Foley et Grant s'affrontent dans une chambre lorsque Jane sauve Foley en tirant sur un deuxième tireur. Dans la distraction, Grant tire sur Jane mais Foley saute devant la balle. Abbott tue ensuite Grant tandis que Taggart et Rosewood se font mutuellement des excuses. Peu après, Foley se rétablit à l'hôpital et se réconcilie avec sa fille. Le client de Jane, Enriquez, est quant à lui innocenté.
Par la suite, Foley rejoint Taggart et Rosewood dans leur véhicule, qui étaient censés le surveiller pour ne pas qu'il parte de l'hôpital.

## Fiche technique
Sauf indication contraire, les informations mentionnées dans cette section peuvent être confirmées par la base de données cinématographiques IMDb,  présente dans la section « Liens externes ».
- Titre original : Beverly Hills Cop: Axel F
- Titre français : Le Flic de Beverly Hills : Axel F.
- Réalisation : Mark Molloy (en)
- Scénario : Will Beall, Kevin Etten et Tom Gormican, d'après une histoire de Will Beall (en) et d'après les personnages créés par Danilo Bach et Daniel Petrie Jr.
- Direction artistique : Justin Allen
- Décors : Jahmin Assa
- Costumes : Nancy Steiner
- Photographie : Dante Spinotti
- Montage : Dan Lebental
- Musique : Lorne Balfe
- Production : Jerry Bruckheimer et Eddie Murphy
- Production déléguée : Ray Angelic et Charisse M. Hewitt
- Coproduction : Melissa Reid
- Production associée : John K. Campbell
- Sociétés de production : Eddie Murphy Productions, Jerry Bruckheimer Films et Paramount Pictures
- Société de distribution : Netflix
- Budget : 150 millions de dollars[4]
- Pays de production :  États-Unis
- Langue originale : anglais
- Format : couleur
- Genre : comédie policière, action
- Durée : 115 minutes
- Date de sortie[5] : 3 juillet 2024 (Netflix)

## Distribution
- Eddie Murphy (VF : Christophe Peyroux) : le lieutenant Axel Foley
- Joseph Gordon-Levitt (VF : Donald Reignoux) : le lieutenant Bobby Abbott
- Taylour Paige (VF : Lisa Nyarko) : l'avocate Jane Saunders
- Judge Reinhold (VF : Edgar Givry) : le détective privé William « Billy » Rosewood
- John Ashton (VF : Frédéric Cerdal) : le commissaire à Beverly Hills John Taggart
- Paul Reiser (VF : Patrick Raynal) : le chef-adjoint de Détroit Jeffrey Friedman
- Bronson Pinchot (VF : Serge Faliu) : Serge
- Kevin Bacon (VF : Philippe Vincent) : le capitaine Cade Grant
- Kyle S. More (VF : Yannick Jaspart) : le lieutenant Mike Woody
- Mark Pellegrino (VF : Éric Peter) : Beck
- Luis Guzmán (VF : Enrique Carballido) : Chalino Valdemoro
- Nasim Pedrad (VF : Laurence Porteil) : Ashley de la Rosa
- Suzanne Ford : Felicity
- Sarah Abrell : Maureen Taggart
- Patricia Belcher : la juge Angelic
- Christopher McDonald (VF : Antoine Nouel) : le golfeur en colère (caméo)

 Source et légende : version française (VF) sur RS Doublage et selon le carton du doublage français sur Netflix.

## Production

### Genèse et développement
Un quatrième opus de la série du Flic de Beverly Hills est annoncé dans les années 1990, peu de temps après le troisième film, produit par Eddie Murphy Productions, mais le projet ne se concrétise pas. Il est évoqué en 2006, quand le producteur Jerry Bruckheimer annonce son envie de relancer la franchise, bien qu'il ait finalement renoncé à son option de produire le film laissant ensuite la production à Lorenzo di Bonaventura,. Il est annoncé, en septembre 2006, qu'un script a été finalisé en mélangeant les différentes précédentes ébauches. Il est révélé qu'Eddie Murphy est satisfait du résultat présenté comme proche du premier film,. L'acteur-producteur avoue que l'une de ses motivations pour faire un quatrième film est qu'il trouve le troisième film « horrible » et qu'il ne voulait pas « quitter (la série) comme ça »,.
En mai 2008, Brett Ratner est officiellement nommé réalisateur et promet un retour au style R-Rated plutôt qu'un classement PG-13,. Les scénaristes Michael Brandt et Derek Haas sont engagés pour retravailler le script. Ils développent un nouveau script, intitulé Beverly Hills Cop 2009, dans lequel Axel Foley revient à Beverly Hills pour enquêter sur le meurtre de Billy Rosewood (incarné par Judge Reinhold dans les trois précédents films). Cette idée est finalement rejetée et Brett Ratner travaille sur une autre idée. Il déclare en entretien : « Je travaille très dur sur le quatrième. C'est très difficile, surtout qu'il y en avait trois avant. Nous essayons de comprendre certaines choses importantes, comme par où commencer ? Axel est-il à la retraite ? Est-il à Beverly Hills ? Est-il en vacances ? Judge Reinhold revient-il dans le rôle de l'adorable Billy Rosewood ? Beaucoup de questions à résoudre, mais j'espère avoir un scénario avant que le film ne disparaisse de notre existence. ». Si la présence d'Eddie Murphy est alors assuré, celle de Judge Reinhold, John Ashton, Ronny Cox et Bronson Pinchot n'est pas confirmée. Brett Ratner révèle, courant 2009, qu'il a contacté Judge Reinhold et John Ashton pour les convaincre de participer au film. La participation du compositeur Harold Faltermeyer est cependant confirmée. En novembre 2010, Brett Ratner déclare, en interview, que le projet est encore prévu, mais que le film ne se fera pas « de sitôt ».
En octobre 2011, Eddie Murphy déclare : « Ils ne le font pas. Ce que j'essaie de faire maintenant, c'est de produire une série télévisée mettant en vedette le fils d'Axel Foley, et Axel est maintenant le chef de la police à Detroit. Je ferais le pilote, je me montrerais ici et là. Aucun des scripts de film n'était correct ; ils essayaient de forcer la prémisse. Si vous devez forcer quelque chose, vous ne devriez pas le faire. C'était toujours une resucée de l'ancien. Ça sonnait toujours faux. ». En 2013, la chaine américaine CBS commande un épisode pilote, avec Brandon T. Jackson d'Aaron, le fils d'Axel Foley. Le pilote est produit par un spécialiste des séries télévisées, Shawn Ryan, scénariste à succès et créateur notamment de The Shield et The Chicago Code.
En janvier 2013, Shawn Ryan explique « Ça va être un pur procedural de CBS. Nous allons résoudre une affaire chaque semaine, mais nous allons le faire avec de l'humour et beaucoup de fun. Nous allons de plus avoir l'opportunité de mettre un jeune de la classe ouvrière de Détroit au milieu de Beverly Hills, nous aurons la possibilité d'y glisser un commentaire social. ».
En février 2013, Kevin Pollak est choisi pour incarner Rodney Daloof, l'irritable procureur du département de police de Beverly Hills Police. David Denman est, quant à  lui, engagé pour camper Brad, un inspecteur honnête et aimable mais socialement étrange, par ailleurs ancien musicien et joueur de baseball. Barry Sonnenfeld réalise le pilote et officie de plus comme producteur délégué. En mai, CBS décide de ne finalement pas donner suite à l'épisode pilote,. Néanmoins, le pilote est sorti en ligne en 2022.
En février 2015, Eddie Murphy explique que son caméo dans l'épisode pilote a, selon lui, ironiquement tué les chances de la série : « Je devais être dans le pilote, et ils pensaient que je serai ensuite récurrent. Je n'allais pas faire Le Flic de Beverly Hills à la TV. Je me rappelle que quand ils l'ont testé - ils ont un petit bouton que vous tournez si vous aimez ou si vous n'aimez pas. Donc quand Axel arrivait dans le pilote, beaucoup de gens tournaient le bouton si fort qu'il se cassait. Donc le network a décidé « s'il n'est pas récurrent, il n'y aura pas de série ». Et il n'y en a pas eu. ».
Après le refus de CBS de produire une série télévisée, Paramount décide de relancer la franchise au cinéma avec un quatrième film. Les Belges Adil El Arbi et Bilall Fallah sont annoncés à la réalisation en juin 2016,. En septembre 2018, les deux réalisateurs déclarent vouloir Tom Hardy ou Channing Tatum dans un rôle secondaire. En octobre 2019, Eddie Murphy annonce que le tournage débutera après celui d'une autre suite, Un prince à New York 2. En novembre, Paramount Pictures annonce avoir revendu les droits de distribution avec Netflix, avec une option pour un éventuel cinquième film.
En mai 2020, les réalisateurs Adil El Arbi et Bilall Fallah confirment que le projet est toujours en développement, malgré la pandémie de Covid-19, et qu'ils travaillent désormais sur un nouveau script.
En février 2022, le film entre en préproduction et reçoit un crédit d'impôt de l'État de la Californie de 16 059 000 de dollars. En avril 2022, Adil El Arbi et Bilall Fallah quittent le projet pour tourner Batgirl (finalement annulé en 2022). Mark Molloy (en) est alors engagé pour reprendre le poste de réalisateur. Peu après, Will Beall (en), ancien officier du Los Angeles Police Department, est annoncé comme scénariste.
En janvier 2023, Eddie Murphy révèle en interview qu'il était réticent à se lancer dans ce projet mais que le producteur Jerry Bruckheimer a su le convaincre : « Quand Jerry s’est impliqué et qu’il a commencé à développer le scénario, il savait ce que le film devait être. Quand il s’est à nouveau plongé dedans, c’est là que tout a commencé à se mettre en place. Pendant des années et des années, peut-être 10, 12 ans, j’ai dû lire cinq ou six scripts différents, et ça n’a jamais été juste. Le studio voulait accélérer les choses en me disant d’y aller que cette fois « c’était la bonne ». Jerry Bruckheimer est revenu pour s’en mêler, il connaît ce business et il a tout mis en place. Avec les succès de Bad Boys for Life et Top Gun : Maverick, on sait qu’il est fort pour renouer avec les anciennes légendes ! Nous avons donc le même cerveau derrière Beverly Hills Cop: Axel Foley et il a mis en place toutes les pièces nécessaires pour que nous puissions faire un grand film. ».

### Attribution des rôles
En août 2022, Taylour Paige et Joseph Gordon-Levitt sont annoncés dans des rôles non précisés. Peu après, Paul Reiser et John Ashton sont confirmés pour reprendre leurs rôles respectifs de Jeffrey Friedman et John Taggart, présents dans les deux premiers films,. En septembre, les retours de Judge Reinhold et Bronson Pinchot sont également officialisés. Ils reprennent leurs personnages de William "Billy" Rosewood et Serge. Kevin Bacon et Mark Pellegrino rejoignent également la distribution,.

### Tournage
Le tournage débute le 29 août 2022,,. Il se déroule à San Bernardino, ainsi que dans d'autres villes de Californie, pour 58 jours et permet ainsi un important crédit d'impôt,.

## Sortie
Bien que le tournage soit terminé, la sortie du film, initialement prévue en 2023, est repoussée à une date ultérieure courant 2024,. Une première bande-annonce est dévoilée en décembre 2023, dans laquelle une diffusion à l'été 2024 est annoncée. Le film sort le 3 juillet 2024.

## Suite
Le 21 juin 2024, Eddie Murphy et Jerry Bruckheimer annonce qu'un cinquième film est déjà en développement.